# Marguerite de Bourbon (1344-1416)
Pour les articles homonymes, voir Marguerite de Bourbon.
Marguerite de Bourbon, dame d'Albret et comtesse de Dreux, est née en 1344 et morte en 1416. Elle est la fille de Pierre Ier de Bourbon et d'Isabelle de Valois et la sœur de Jeanne de Bourbon. 

## Mariage et descendance
Le 4 mai 1368, elle épousa par contrat Arnaud-Amanieu VIII d'Albret. De cette union naquirent :
- Charles Ier d'Albret[1] ;
- Marguerite d'Albret (+1453) 17/04/1410, mariée à Gaston Ier de Foix-Grailly, captal de Buch[1] , et mère d'Isabelle de Grailly qui épousa en 1426 Jacques, sire de Pons.